# Tân Hòa, Bình Gia
Tân Hòa là một xã thuộc huyện Bình Gia, tỉnh Lạng Sơn, Việt Nam.
Xã Tân Hòa có diện tích 60,82 km², dân số năm 1999 là 1.220 người, mật độ dân số đạt 20 người/km².
Theo thống kê năm 2019, xã Tân Hoà có diện tích 60,82 km², dân số là 1.132 người, mật độ dân số đạt 19 người/km².